# Alajuela (provincija u Kostarici)
Alajuela, provincija u Kostariki. 9.757,53 km²; 716.286 stanovnika (2001). Glavni grad Alajuela (pop. 46.554), najveći San Ramón (pop. 155.861). Sastoji se od 15 kantona i 107 distrikta. 
Kantoni (15); :
Alajuela, glavni grad Alajuela. Distrikti (14).
Alajuela,
San José
Carrizal
San Antonio
Guácima
San Isidro
Sabanilla
San Rafael
Río Segundo
Desamparados
Turrúcares
Tambor
Garita
Sarapiquí
Atenas, glavni grad Atenas. Distrikti (7):
Atenas
Jesús
Mercedes
San Isidro
Concepción
San José
Santa Eulalia
Grecia, glavni grad Grecia. Distrikti (8):
Grecia
San Isidro
San José
San Roque
Tacares
Río Cuarto
Puente De Piedra
Bolívar
Guatuso, glavni grad San Rafael. Distrikti (3):
San Rafael
Buenavista
Cote
Los Chiles, glavni grad Los Chiles. Distrikti (4):
Los Chiles
Caño Negro
El Amparo
San Jorge
Naranjo, glavni grad Naranjo. Distrikti (7):
Naranjo
San Miguel
San José
Cirrí Sur
San Jerónimo
San Juan
El Rosario
Orotina, glavni grad Orotina. Distrikti (5):
Orotina
Mastate
Hacienda Vieja
Coyolar
Ceiba
Palmares, glavni grad Palmares. Distrikti (7):
Palmares
Zaragoza
Buenos Aires
Santiago
Candelaria
Esquipulas
Granja
Poás, glavni grad San Pedro. Distrikti (5):
San Pedro
San Juan
San Rafael
Carrillos
Sabana Redonda
San Carlos, glavni grad Ciudad Quesada. Distrikti (13):
Quesada
Florencia
Buenavista
Aguas Zarcas
Venecia
Pital
Fortuna
Tigra
Palmera
Venado
Cutris
Monterrey
Pocosol
San Mateo, glavni grad San Mateo. Distrikti (3):
1. San Mateo, 64,89 km². gl. gradsko središte: San Mateo. Ostala naselja: Agua Agria, Calera, Centeno, Desamparados, Dulce Nombre, Higuito, Izarco, Maderal, Ramadas, San Juan de Dios.
2. Desmonte, 21,66 km², gl. gradsko središte Desmonte. Ostala naselja: Cuesta Colorada, Libertad, Quebrada Honda, Sacra Familia, Zapote.
3. Jesús María, 39,35 km². Gl. gradsko središte Jesús María.

San Ramón, glavni grad San Ramón. Distrikti (13):
San Ramón
Santiago
San Juan
Piedades Norte
Piedades Sur
San Rafael
San Isidro
Ángeles
Alfaro
Volio
Concepción
Zapotal
Peñas Blancas
Upala, glavni grad Upala. Distrikti (7):
Aguas Claras
Bijagua
Delicias
Dos Ríos
San José (Pizote)
Upala
Yolillal
Valverde Vega, glavni grad Sarchí. Distrikti (5):
Rodríguez
San Pedro
Sarchí Norte
Sarchí Sur
Toro Amarillo
Zarcero, glavni grad Zarcero. Distrikti (7):
Brisas
Guadalupe
Laguna
Palmira
Tapesco
Zapote
Zarcero